# Viktor Chlepov
Viktor Petrovitch Chlepov (en russe : Виктор Петрович Шлепов) est un aviateur soviétique, né le 2 février 1918 et décédé le 23 mars 1959. Pilote de chasse et As de la Seconde Guerre mondiale, il fut distingué par le titre de Héros de l'Union soviétique.

## Carrière
Né le 2 février 1918 à Liebedievo, dans l'actuelle oblast de Moscou, il apprend à voler dans des aéroclubs moscovites avant de rejoindre l'Armée rouge en 1938. Il est breveté pilote au collège militaire de l'Air de Borissoglebsk.
Muté au front en août 1941, il est promu au grade de kapitan (capitaine), commandant d'escadrille au sein du 41 GuIAP (régiment de chasse aérienne de la Garde), en 1943. Son unité faisant partie du front central (groupe d'armées du centre), il participe, en juillet 1943, à la bataille de Koursk, mois au cours duquel il accomplit sa 685e mission de guerre. Il termine la guerre dans les rangs du même régiment aérien, ayant volé successivement sur chasseur LaGG-3 et La-5.
À l'issue du conflit il demeura dans l'armée, où il fut promu podpolkovnik (lieutenant-colonel), avant de trouver la mort dans un accident aérien, le 23 mars 1959.

## Palmarès et décorations

### Tableau de chasse
- Crédité de 32 victoires homologuées, dont 16 individuelles et 16 en coopération, obtenues au cours de plus de 800 missions et 200 combats aériens.

Selon les historiens Tomas Polak et Christopher Shores, son palmarès serait de 25 victoires, dont 20 individuelles et 5 en coopération.

### Décorations
- Héros de l'Union soviétique le 28 septembre 1943 (médaille no 1232) ;
- Ordre de Lénine ;
- Trois fois titulaire de l'ordre du Drapeau rouge ;
- Deux fois titulaire de l'ordre de l'Étoile rouge.